# 第77戦闘航空団
第77戦闘航空団(JG 77)ヘルツ・アス (Ace of Hearts)はドイツ空軍の戦闘航空団の一つ。第二次世界大戦において西部戦線から東部戦線、そしてノルウェー戦線から地中海戦線まで、ほぼすべての戦線で活躍した。
部隊の飛行隊は全てメッサーシュミット Bf109を装備していたが、第II飛行隊は1943年11月から12月にかけての間のみイタリアの戦闘機マッキMC.205を装備していた。

## 部隊歴
1939年5月、第77戦闘航空団は第I飛行隊(I./JG77)と第II飛行隊(II. /JG77)として編成された。第III飛行隊(III./JG77)はトロンハイムの第186戦闘航空団第II飛行隊から1940年7月5日から改称された。第I飛行隊は1940年11月21日に第51戦闘航空団第Ⅳ飛行隊として再編成され、新たな第I飛行隊が編成された。1942年1月、第I飛行隊は第5戦闘航空団第I飛行隊として再編され、新たな第I飛行隊が結成された。1942年4月、第I飛行隊の第2飛行中隊はルーマニアに移動し、ミジルのプロイェシュティ油田の防衛部隊として活動した。なお、同飛行中隊は1942年8月に第4戦闘航空団第I飛行隊として再編成された。

## 第二次世界大戦
1939年9月1日、第I飛行隊は第3航空艦隊の一部隊としてポーランド侵攻に参加した。1940年4月、JG77はノルウェー侵攻におけるヴェーザー演習作戦に参加した。フランス侵攻ののち、第I飛行隊はノルウェーにおいてイギリス空軍と交戦していた第5航空艦隊指揮下の第10航空軍団(X Fliegerkorps)を援護した。ノルウェーおよびデンマークに駐留していた1940年から、フランスのブレストを防衛するために移動した9月までの間に、第II飛行隊は79機撃墜(うちパイロット6名死亡)の成果をあげた。1941年5月、第II飛行隊および第III飛行隊はギリシャ侵攻と、クレタ島における落下傘強襲を援護した。
クレタ島侵攻にのち、JG77はルーマニアに撤退された。そこで第III飛行隊は新型のBf109Fに転換された。1941年6月22日に開始された、ソビエト侵攻におけるバルバロッサ作戦にて、第II飛行隊と第III飛行隊は南方軍集団の部隊として参加した。その間、第I飛行隊はフィンランド戦線に従軍した。6月22日、第6飛行中隊所属のヴァルター・ヘッカーが第III飛行隊が撃墜したソ連空軍のツポレフSB10機のうち8機を撃墜する成果を上げた。また、クルト・ウベン中尉が4機のツポレフSBを、ラインホルト・シュメッツァー飛行兵曹長が5機のツポレフSBを撃墜するなどの戦果を上げた。トータルとして空中戦で52機を撃墜、地上攻撃で2機を破壊した。

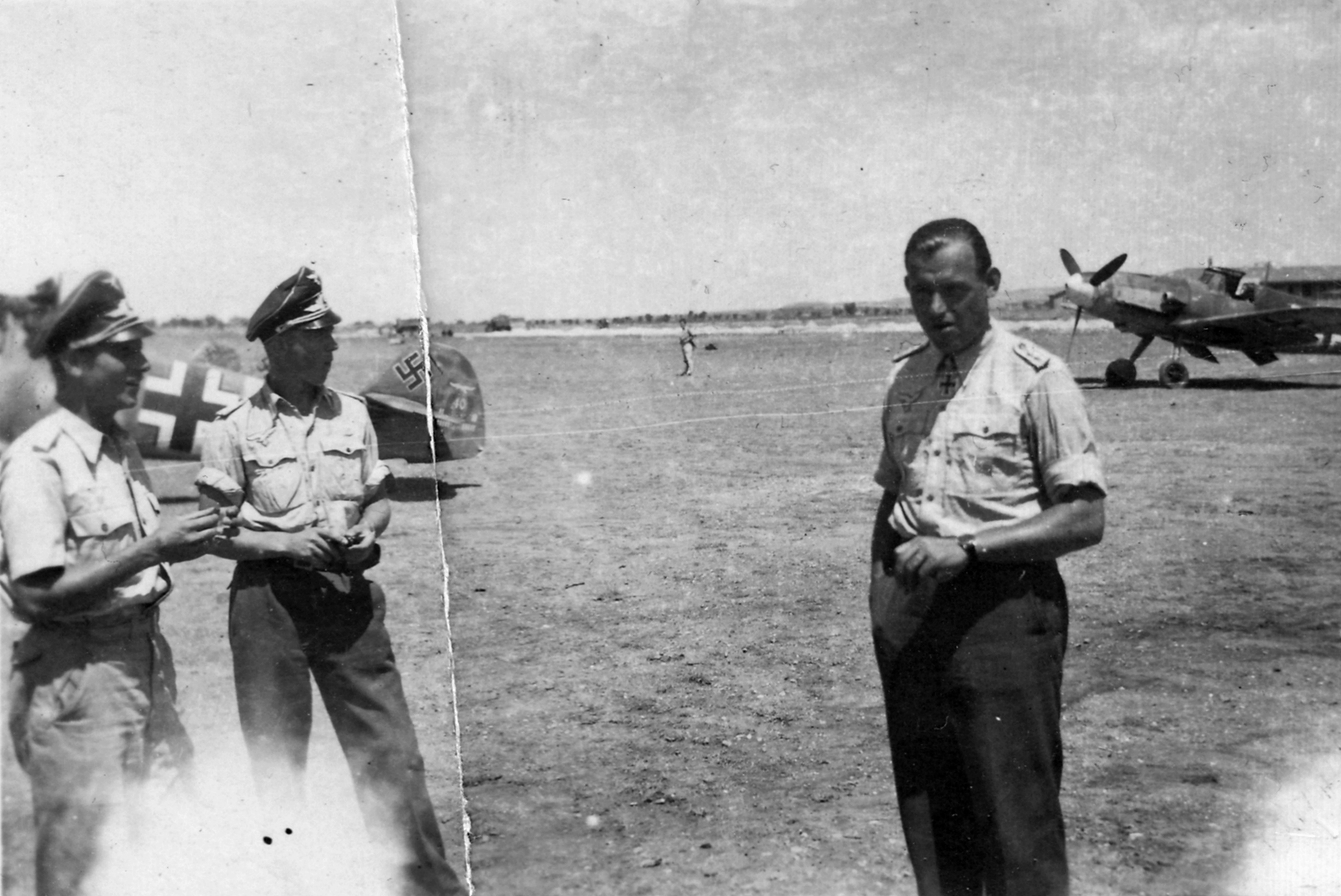
エースの第I飛行隊司令オスカー＝ハインリヒ(ハインツ)・ベーア大尉(右)。おそらく1942年7月、イタリアのコーミゾでの写真

1942年1月、ノルウェーに滞在していた第I飛行隊は第5戦闘航空団第I飛行隊として再編成された。そして1942年の6月から12月の間に、新しく編成された第I飛行隊は地中海南方のエリアに移動した。JG77はイギリス砂漠航空隊の戦闘爆撃機と広範囲に渡って戦闘を繰り広げた。連合軍の航空的優位により、チュニジアの様々なJG77基地が絶えず空爆を受け、これにより多数のBf109が地上で破壊された。ヨハネス・シュタインホフ中佐が部隊の指揮官に任命された。
第I飛行隊と第II飛行隊が再編成のためにドイツに帰還した間、第III飛行隊はイタリアのフォッジャ基地に移動し、ナポリの北東、サルデーニャとシチリアへと出撃した。6月中旬、第I飛行隊はシチリア島のシャッカに飛び立った。
第2航空軍団(II Fliegerkorps)に所属するJG77は、イタリアとシチリア島に駐留していた。1943年と1944の間、JG77は主にバルカン半島やサルデーニャ島、イタリアのみならずルーマニアまでの南方戦線を担当した。第II飛行隊は10月から1943年の終わりまでの2ヶ月間、イタリアのマッキC.205Vs戦闘機を運用し、12月に新しいBf109を再装備した。
1945年、JG77はドイツ本土の防衛の援護をするためにドイツ本国へと移動した。終戦前の1ヶ月間、JG77はシレジアにおいてソビエト空軍と戦闘を繰り広げた。1945年3月7日、指揮官のエーリヒ・ライエ少佐(118機撃墜)がYak-9との戦闘で撃墜され死亡した。

## 歴代の指揮官

### 航空団司令
| • 中佐 アイテル・ローディガー・フォン・マントイフェル | 1939年10月1日  | – | 1940年12月22日       |
| • 少佐 ベルンハルト・ヴォルデンガ                     | 1941年1月2日   | – | 1941年6月            |
| • 少佐 ゴットハルト・ハンドリック                     | 1941年6月      | – | 1942年5月            |
| • 少佐 ゴードン・ゴロプ                               | 1942年5月12日  | – | 1942年9月30日        |
| • 少佐 ヨアヒム・ミュンヒェベルク                     | 1942年10月1日  | – | 1943年3月23日        |
| • 中佐 ヨハネス・シュタインホフ                       | 1943年4月1日   | – | 1944年11月           |
| • 少佐 ヨハネス・ヴィーゼ                             | 1944年12月1日  | – | 1944年12月25日       |
| • 少佐 ジークフリート・フライターク(代理)             | 1944年12月26日 | – | 1945年1月15日        |
| • 少佐 エーリヒ・ライエ                               | 1944年12月29日 | – | 7 March 1945年3月7日 |
| • 少佐 ジークフリート・フライターク(代理)             | 1945年3月7日   | – | 1945年4月1日         |
| • 少佐 フリッツ・ロージヒカイト                       | 1945年4月1日   | – | 1945年5月8日         |